# Васильєвка (Сєверний район)
Васи́льєвка (рос. Васильевка) — селище у складі Сєверного району Оренбурзької області, Росія.

## Населення
Населення — 24 особи (2010; 55 у 2002).
Національний склад (станом на 2002 рік):
- мордва — 58 %
- росіяни — 36 %